# Nguyễn Trực
Nguyễn Trực (chữ Hán: 阮直, 1417 - 1474), hiệu là Hu Liêu, tự là Nguyễn Công Dĩnh, quê làng Bối Khê, xã Tam Hưng, huyện Thanh Oai, thành phố Hà Nội). Ông đỗ đầu trong số đệ nhất giáp tiến sĩ cập đệ (tức trạng nguyên) năm 1442 đời vua Lê Thái Tông.

## Thân thế

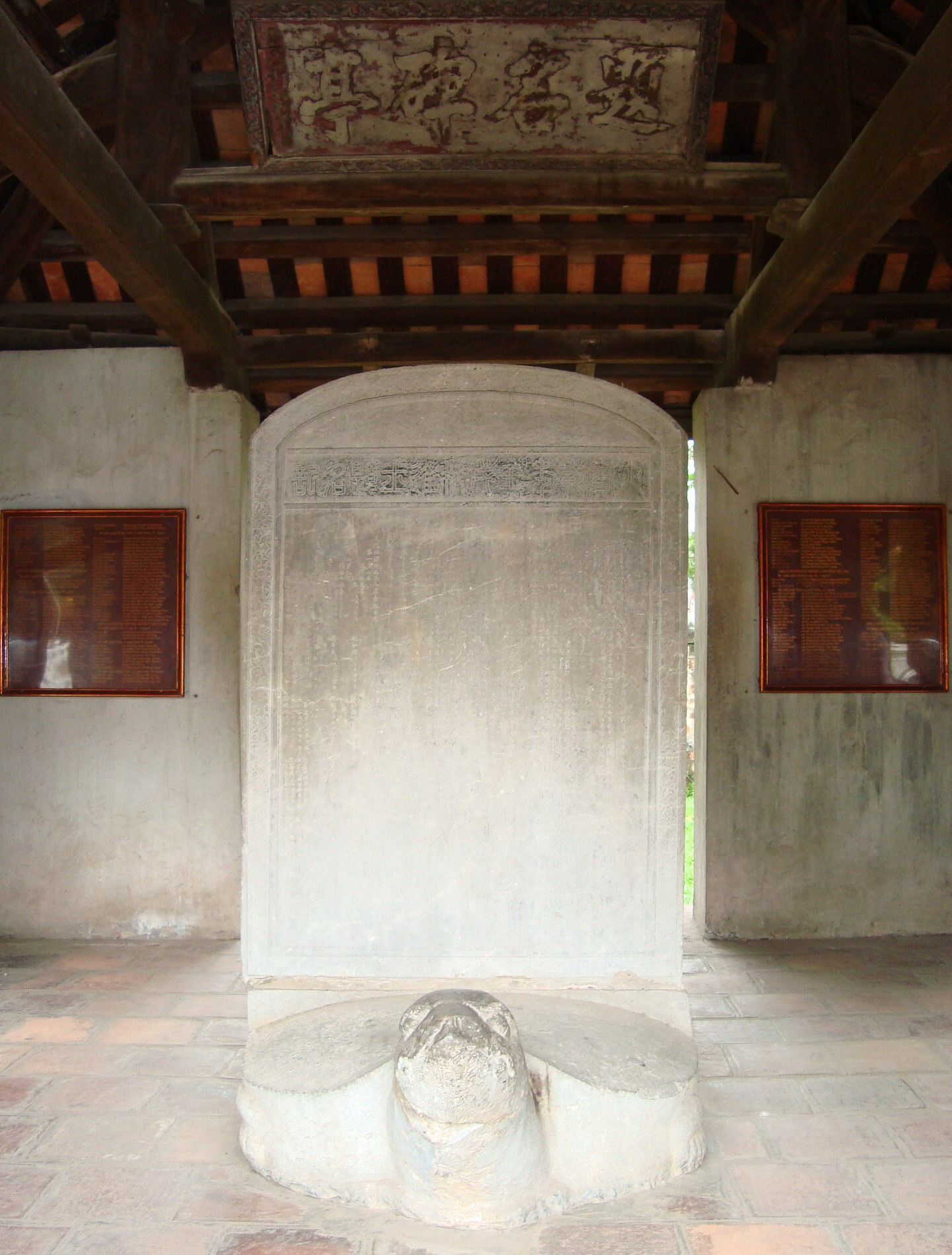
Bia tiến sĩ khoa thi nho học năm Nhâm Tuất (1442) có ghi danh Trạng nguyên Nguyễn Trực

Nguyễn Trực sinh ngày 31 tháng 5 năm Đinh Dậu tức 31 tháng 5 năm 1417, hiệu là Hu Liêu, tự là Công Dĩnh. Ông sinh ra và lớn lên ở quê mẹ là thôn Đĩnh Tú, xã Cấn Hữu (huyện Quốc Oai, Hà Nội) nhưng quê gốc ở Bối Khê, xã Tam Hưng (huyện Thanh Oai, Hà Nội). Theo gia phả ghi lại, đến ông, gia tộc đã có đến 4 đời liên tiếp đỗ đại khoa. Trong đó, cụ nội, ông nội, bố ông đều là những tiến sĩ lừng danh đương thời.trong một gia đình nho học. Ông nội là tiến sĩ Nguyễn Bính, giữ chức Nho học huấn đạo giáo quan Quốc Tử Giám, thời vua Trần Hiến Tông. Bố của Nguyễn Trực là tiến sĩ Nguyễn Thời Trung.

## Sự nghiệp
Nguyễn Trực lên 12 tuổi đã giỏi văn. Năm 1434, Nguyễn Trực đi thi Hương và đỗ đầu.
Năm Nhâm Tuất (1442), ông dự kỳ thi Đình và đỗ Trạng nguyên, trở thành trạng nguyên đầu tiên nhà Hậu Lê.
Ông được vua Lê Thái Tông ban sắc Quốc tử giám thi thư thưởng hàm Á Liệt khanh, đứng đầu trong danh sách 33 tiến sĩ cùng khóa được lưu danh ở bia tiến sĩ Văn Miếu - Quốc Tử Giám.
Khoa thi nho học năm 1442 là khóa đầu tiên được lưu vào văn bia, và khoa thi này do Nguyễn Trãi làm chủ khảo.
Năm 1444, đời vua Lê Nhân Tông, ông được bổ làm Trực học sĩ Viện hàn lâm, kiêm Vũ kỵ úy. Ít lâu sau ông được thăng làm An phủ sứ Nam Sách. Khi trở về triều, Nguyễn Trực được bổ nhiệm làm Thị giảng, kiêm Ngự tiền học sinh cục thứ hai Viện Hàn lâm. Sau đó ông được thăng tới chức Trung thư thị lang ở sảnh Trung thư.
Năm 1445, ông được phong Thiếu trung khanh đại phu Ngự sử đài Ngự sử thị Đô úy, ông từ chối, triều đình phải ra sắc dụ tới 3 lần ông mới chịu nhận.
Ngoài ra, trong sự nghiệp của mình, Nguyễn Trực còn từng giữ các chức: Thự trung thư lệnh, Tri tam quán sự, đặc thụ Hàn lâm viện Thừa chỉ kiêm Tế tửu Quốc tử giám Thăng Long.

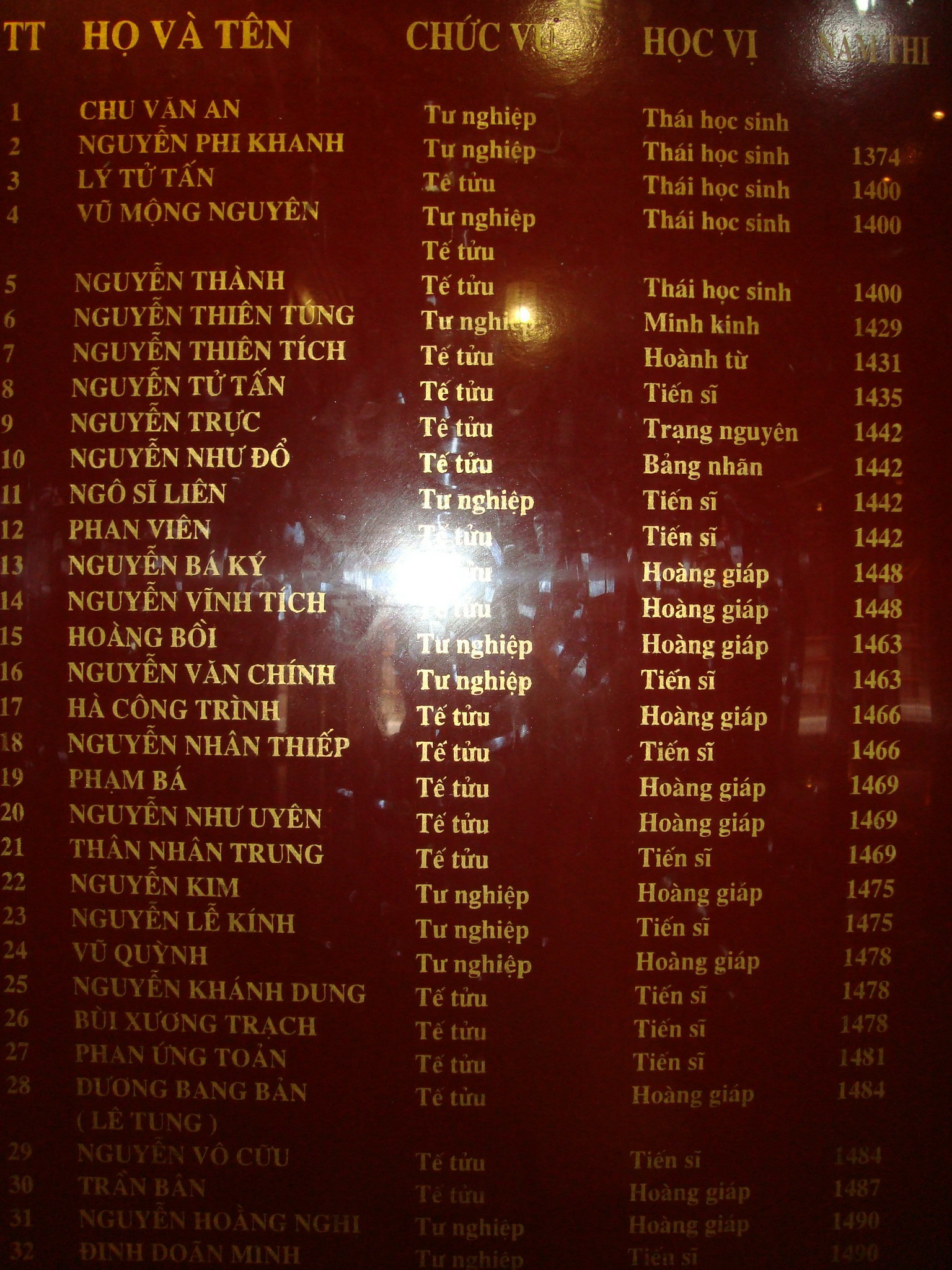
Danh sách các quan Tế tửu và Tư nghiệp Quốc tử Giám, trong đó có Nguyễn Trực, đặt tại nhà Thái học của Văn miếu-Quốc tử giám

Nhà thờ Trạng nguyên Nguyễn Trực tại xã Tam Hưng, Thanh Oai (Hà Nội) được công nhận di tích lịch sử quốc gia Việt Nam theo Quyết định số 318/QĐ-BVHTTDL ngày 26-1-2011 của Bộ Văn hóa Thể thao & Du lịch Việt Nam, lễ công nhận diễn ra ngày 20 tháng 4 năm 2011.

## Giai thoại lưỡng quốc trạng nguyên trong dân gian
Theo bài viết trên báo Bình Dương thì năm 1457, vua Lê Nhân Tông triệu ông vào triều để tiếp sứ thần nhà Minh, là Hoàng Gián. Nhờ đối đáp tài tình ông khiến sứ giả nhà Minh khâm phục. Sau đó  ông được cử đi sứ, cùng phó sứ là Trịnh Khiết Tường (có thể là Trịnh Thiết Trường), sang kinh đô nhà Minh. Sang tới Bắc Kinh, gặp kỳ thi Đình, vì muốn cho nhà Minh biết tài học của người Việt, ông đã ứng thi và đỗ Trạng nguyên nhà Minh, trở thành Lưỡng quốc Trạng nguyên. Trịnh Khiết Tường (hay Thiết Trường) đỗ Bảng nhãn triều Minh. Trở về nước cả ông và phó sứ Tường (hay Trường) đều được phong chức Thượng thư.
Ngược dòng thời gian, lần theo các bài viết về Nguyễn Trực từ kim đến cổ, có thể thấy câu chuyện được nói tới như sau: 
- Theo bài viết trên báo Bình Dương, thì: Sau khi tiếp Hoàng Gián, ông được cử đi sứ, cùng phó sứ là Trịnh Khiết Tường, sang kinh đô nhà Minh. Sang tới Bắc Kinh, gặp kỳ thi Đình, vì muốn cho nhà Minh biết tài học của người Việt, ông đã ứng thi và đỗ Trạng nguyên nhà Minh, trở thành Lưỡng quốc Trạng nguyên.[2] Trịnh Khiết Tường đỗ Bảng nhãn triều Minh. Trở về nước cả ông và phó sứ Tường đều được phong chức Thượng thư.[2]
- Theo bài viết Những ông nghè triều Lê (số 4), Nguyễn Trực, của Ứng Hòe Nguyễn Văn Tố đăng trên Tạp chí Tri Tân số 28, mục Các bài viết về lịch sử và văn hóa Việt Nam, thì: "... Năm Nhân Tôn Thái Hòa (1443-1454) làm Hàn lâm học sĩ, Võ kỵ uý, rồi được phong làm An phủ sứ ở Nam Sách, thăng Hàn lâm viện thị giảng, kiêm Ngự tiền học sinh, hai cục thị cận và thị ngự tiền, làm Trung thư thị lang, vâng mệnh đi sứ Tàu; gặp kỳ thi, ông là bồi thần, xin ứng cử, lại đỗ tiến sĩ cập đệ, cho nên đời bấy giờ gọi là "lưỡng quốc trạng nguyên"..."[9]
- Nhưng cổ nhất và chính xác nhất là cuốn sách Kiến văn tiểu lục, quyển XII-Tùng Đàm (Truyện góp), của Lê Quý Đôn lại cho rằng toàn bộ câu truyện này là một câu truyện dân gian truyền miệng, mà nguồn gốc là do vua Lê Thánh Tông vì yêu quý Nguyễn Trực, khi ban mũ áo cho ông, đã ra bỡn đầu đề đùa trêu để Nguyễn Trực nghĩ soạn ra câu chuyện, chứ không có thật.[10] Lê Quý Đôn viết: "Tục truyền khoảng niên hiệu Thái Hòa (1443-1453), bảng nhãn Trịnh Thiết Trường và trạng nguyên Nguyễn Trực cùng phụng mệnh sung vào sứ bộ sang Trung Quốc, gặp lúc triều đình Trung Quốc mở khoa thi, hạ lệnh cho bồi thần các nước được cùng với cử nhân Trung Quốc dự thi một thể..."

Theo Lê Quý Đôn: Tục truyền rằng Bảng nhãn Trịnh Thiết Trường và Trạng nguyên Nguyễn Trực phụng mệnh sang Trung Quốc. Lúc ấy Trung Quốc đương mở khoa thi, liền hạ lệnh cho bồi thần các nước cùng dự thi; Thiết Trường bảo Nguyễn Trực rằng: Người đỗ khoa này chỉ có tôi và anh, văn của tôi nhiều chỗ đắc ý, văn anh không thể sánh kịp. Nhưng anh đỗ Trạng nguyên ở nhà, tôi đỗ Bảng nhãn, nay tôi hơn anh thì không hợp lý. Vì vậy Thiết Trường cố tình làm bài cho hỏng đi, viết chữ mã chỉ có 3 nét chấm. Đến khi duyệt chấm, Thiết Trường đáng đỗ Trạng nguyên, Nguyễn Trực đáng đỗ Bảng nhãn. Chủ khảo cho rằng Thiết Tường cố ý cho rằng ngựa phương Bắc chỉ có 3 chân, ngựa què, có ý khinh nhờn, liền thay đổi thứ tự, cho Nguyễn Trực đỗ Trạng nguyên, Thiết Tường đỗ Bảng nhãn.
| “                               | Câu truyền thuyết này rất là vô lý, đáng chê cười. Sở dĩ có người đặt ra thuyết này, bởi họ thấy trong tập biểu văn của quốc triều có bài:nghĩ thiên triều tứ Nguyễn Trực trạng nguyên, ban quan, đai, bảo, hốt, tạ biểu(nghĩ bài biểu tạ ơn thiên triều cho Nguyễn Trực đỗ Trạng nguyên và ban cho mũ, đai, áo và hốt) họ tưởng là sự thực, nên đặt ra câu chuyện quê kệch ấy mà thôi. Thực ra thì vì Thánh Tông Thuần Hoàng đế quý trọng ông Nguyễn Trực, mới ra bỡn đầu đề ấy, để cho ông Trực nghĩ soạn, chứ có phải việc ấy đâu. | ” |
| — Kiến văn tiểu lục, Lê Quý Đôn | |   |